# Trapper John, M.D.
Trapper John, M.D. is een Amerikaanse drama-doktersserie. Hiervan werden 151 afleveringen gemaakt die oorspronkelijk van 23 september 1979 tot en met 4 september 1986 werden uitgezonden op CBS. De serie is een spin-off van de oorlogsfilm M*A*S*H. Daarin werd titelpersonage Trapper John alleen gespeeld door Elliott Gould, waar Pernell Roberts dat in de serie doet.
Trapper John, M.D. werd zes keer genomineerd voor een Primetime Emmy Award, waaronder voor die voor beste hoofdrolspeler in een dramaserie in 1981 (Roberts) en die voor beste bijrolspeelster in een dramaserie in zowel 1980 (Jessica Walter), 1983, 1984 als 1985 (drie keer Madge Sinclair).

## Uitgangspunt
Er zijn 28 jaar verstreken sinds 'Trapper' John McIntyre dienstdeed als militair arts te midden van de strijd in de Koreaanse Oorlog. Hij werkt inmiddels als hoofd Chirurgie in het San Francisco Memorial Hospital. Zijn nummer één prioriteit hier is het welzijn van zijn patiënten, ook als zijn werkwijzen om dat te bereiken in tegenspraak zijn met de protocollen van het ziekenhuis. McIntyre staat daarbij aan het hoofd van een medisch team met daarin artsen George Alonzo 'Gonzo' Gates, Stanley Riverside II en Justin 'Jackpot' Jackson en verpleegsters Clara 'Starch' Willoughby, Ernestine Shoop en Gloria 'Ripples' Brancusi.

## Rolverdeling
*Castleden in 80+ afleveringen
- Pernell Roberts - Trapper John McIntyre
- Brian Stokes Mitchell - Justin 'Jackpot' Jackson
- Charles Siebert - Stanley Riverside II
- Gregory Harrison - George Alonzo 'Gonzo' Gates
- Christopher Norris - Gloria 'Ripples' Brancusi
- Madge Sinclair - Ernestine Shoop
- Chris Hutson - Verpleegster
- Simon Scott - Arnold Slocum, administrateur

*Overige castleden (10 tot 40 afleveringen)
- Timothy Busfield - John 'J.T.' McIntyre, McIntyres zoon
- Sarah Cunningham - Verpleegster Andrews
- Peter Harrell - Pete
- Mary McCarty - Clara 'Starch' Willoughby
- Lorna Luft - Libby Kegler
- Bebe Kelly - Verpleegster Clover
- Janis Paige - Catherine Hackett, administrateur
- Marcia Rodd - E.J. Riverside
- Lisa L. Nelson - Woodruff
- Cassandra Gava - O'Malley
- Greg Brinkley - Medisch assistent
- Jessica Walter - Melanie Townsend McIntyre, McIntyres vrouw
- Beau Gravitte - Andy Pagano, chirurg en piloot ER-helikopter
- Kip Gilman - Jacob Christmas